# Olios acostae
Olios acostae là một loài nhện trong họ Sparassidae.
Loài này thuộc chi Olios. Olios acostae được Ehrenfried Schenkel-Haas miêu tả năm 1953.